# Рей Клівечка
Рімантас Клівечка(лит. Rimantas Klivečka), відоміший у США як Рей Клівечка (англ. Ray Klivecka, 22 квітня 1941, Вільнюс) — американський футболіст та футбольний тренер, найбільш відомий як тренер клубу «Нью-Йорк Космос».

## Кар'єра в університетському футболі
Рей Клівечка грав за команду Університету Лонг-Айленда «ЛАЮ Блекбердз» з 1961 по 1963 рік. Він двічі був учасником всеамериканських турнірів університетських команд, і завершив виступи за університетську команду як найкращий бомбардир «ЛАЮ Блекбердз» за всю історію команди, відзначившись 55 забитими м'ячами. У сезоні 1963 року він відзначився 23 забитими м'ячами, що вперше дало команді «ЛАЮ Блекбердз» право на участь у турнірі найвищого дивізіону Національної асоціації студентського спорту. У 2000 році Клівечку включили введений до спортивної зали слави Університету Лонг-Айленда.

## Тренерська кар'єра
Після роботи тренером молодіжної збірної США, Клівечка у сезонах 1978 і 1979 років працював у клубі «Нью-Йорк Космос» помічником головного тренера Едді Фірмані. Коли в 1979 році Фірмані було звільнено, Клівечка зайняв посаду головного тренера до кінця сезону Північноамериканської футбольної ліги 1979 року. «Космос» фінішував на першому місці в регулярному турнірі з різницею м'ячів 24-6, але Клівечка був звільнений у кінці сезону після поразки у плей-оф від «Ванкувер Вайткепс» у півфіналі.
У 1979—1980 роках Клівечка був співвласником тогорічної франшизи шоубольної ліги Major Indoor Soccer League «Сент-Луїс Стімерс».
У 1980 році Клівечка також був головним тренером і генеральним директоромм протягом 7 матчів клубу Північноамериканської футбольної ліги «Рочестер Лансерс», та пішов у відставку після закінчення сезону.
У 1980—1981 роках Рей Клівечка був головним тренером команди Major Indoor Soccer League «Баффало Стелліенз», з різницею м'ячів 39–30 і виходом клубу до плей-оф в обох сезонах.
Частково завдяки його успіхами з «Баффало» на початку грудня 1984 року Клівечка був знову призначений на посаду головного тренера «Нью-Йорк Космос», який тоді грав у шоубольній лізі Major Indoor Soccer League, на сезон 1984 року, та залишався на цій посаді до середині 1985 року. Пізніше він подав до суду позов на клуб на 100 тисяч доларів.
У 1986 році Клівечка недовго працював головним тренером нової франшизи франшизи Major Indoor Soccer League «Нью-Йорк Експрес». Президент і колишній воротар «Нью-Йорк Космос» Шеп Мессінг звільнив його після того, як на старті сезону різниця м'ячів команди становила 0–10.